# Gars am Kamp
Gars am Kamp (česky vzácně Gars nad Kampem, Gars nad Chubou) je městys v Rakousku ve spolkové zemi Dolní Rakousy v okrese Horn. Žije v něm 3542 obyvatel (podle sčítání z roku 2016).

## Poloha
Gars am Kamp se nachází v severní části spolkové země Dolní Rakousy v regionu Waldviertel. Leží 7 km jižně od okresního města Horn a protéká jím řeka Kamp. Centrem prochází silnice B34, která vede z Hornu přes Gars am Kamp a Langenlois až do Sachsendorfu, kde se napojuje na silnici S5. Rozloha území městysu činí 50,42 km².

### Členění
Území městyse Gars am Kamp se skládá ze třinácti částí (v závorce uveden počet obyvatel k 1. 1. 2015):
- Buchberg am Kamp (50)
- Etzmannsdorf am Kamp (99)
- Gars am Kamp (1 894)
- Kamegg (247)
- Kotzendorf (61)
- Loibersdorf (17)
- Maiersch (130)
- Nonndorf bei Gars (84)
- Tautendorf (173)
- Thunau am Kamp (442)
- Wanzenau (38)
- Wolfshof (37)
- Zitternberg (268)

## Historie
Název městyse pravděpodobně pochází podle dřívějšího pojmenování Gors (v nářečí Gorsch) ze slova Gorze (ze slovanského křestního jména Gorek), nebo Gorica (ze slovinštiny). Jiné výklady poukazují na původ ze staroněmeckého Gards, tedy Garten (česky: zahrada).
Oblast okolo městyse Gars am Kamp byla osídlena již ve starší době kamenné a to kvůli své strategické poloze. Rod Babenberků zde sídlil od 11. století. Leopold II. sem přesunul své sídlo z Melku. Hrad, který byl v 16. století přebudován na renesanční zámek, byl založen Kuenringy. V 19. století byl však opuštěn a zpustl. Městys Gars am Kamp býval oblíbeným letním sídlem obyvatel Vídně, kteří zde často trávili celé léto. Nyní se už netěší takové oblíbenosti, přesto nemá o návštěvníky nouzi. Místo je od roku 2003 klimatickými lázněmi.
Jako městys byl Gars am Kamp poprvé písemně doložen roku 1279, v roce 1403 mu byla tržní práva potvrzena.
Na náměstí stojí farní kostel sv. Šimona a Tadeáše, radnice a domy, které z jsou z většiny památkově chráněné a pocházejí vesměs ze 16. až 20. století. V centru městyse je k vidění morový sloup a jiné pozoruhodnosti.

## Lidé
- Matthias Laurenz Gräff (* 1984), rakouský malíř, historik, politický aktivista

## Partnerská města
- Gars am Inn - Německo

## Fotogalerie

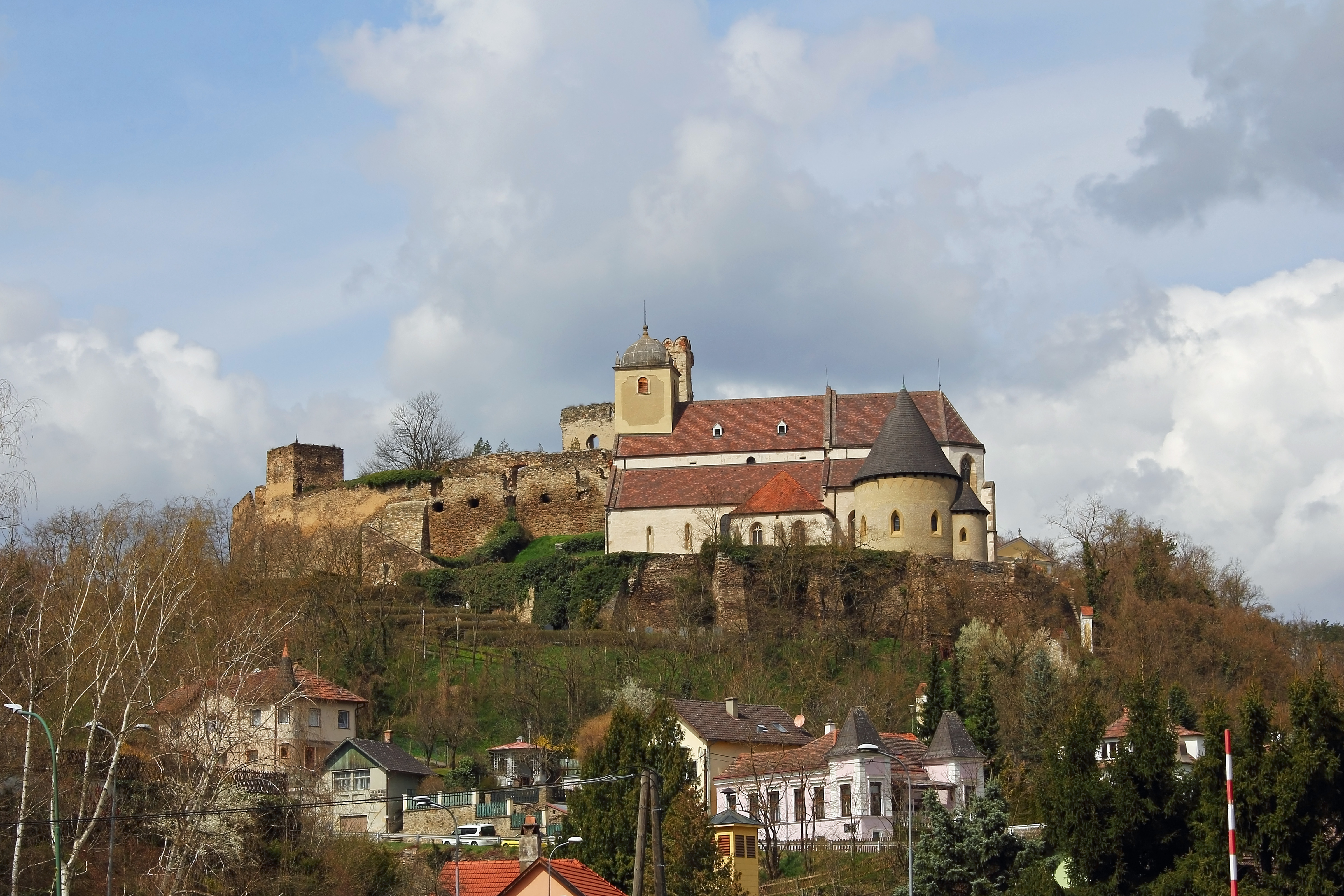
Ruina kdysi význačného hradu, později zámku nad Garsem
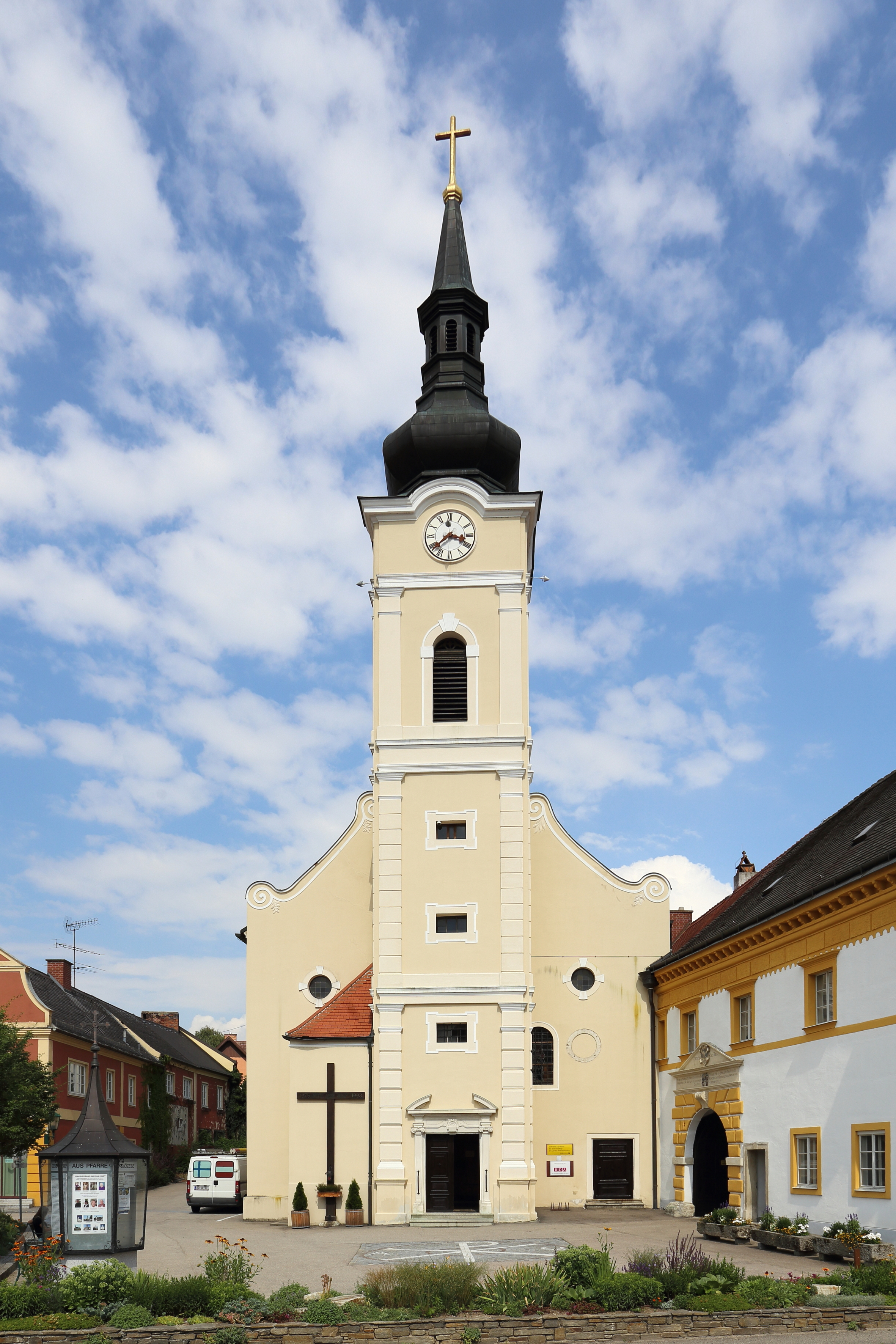
Farní kostel sv. Šimona a Tadeáše v Garsu
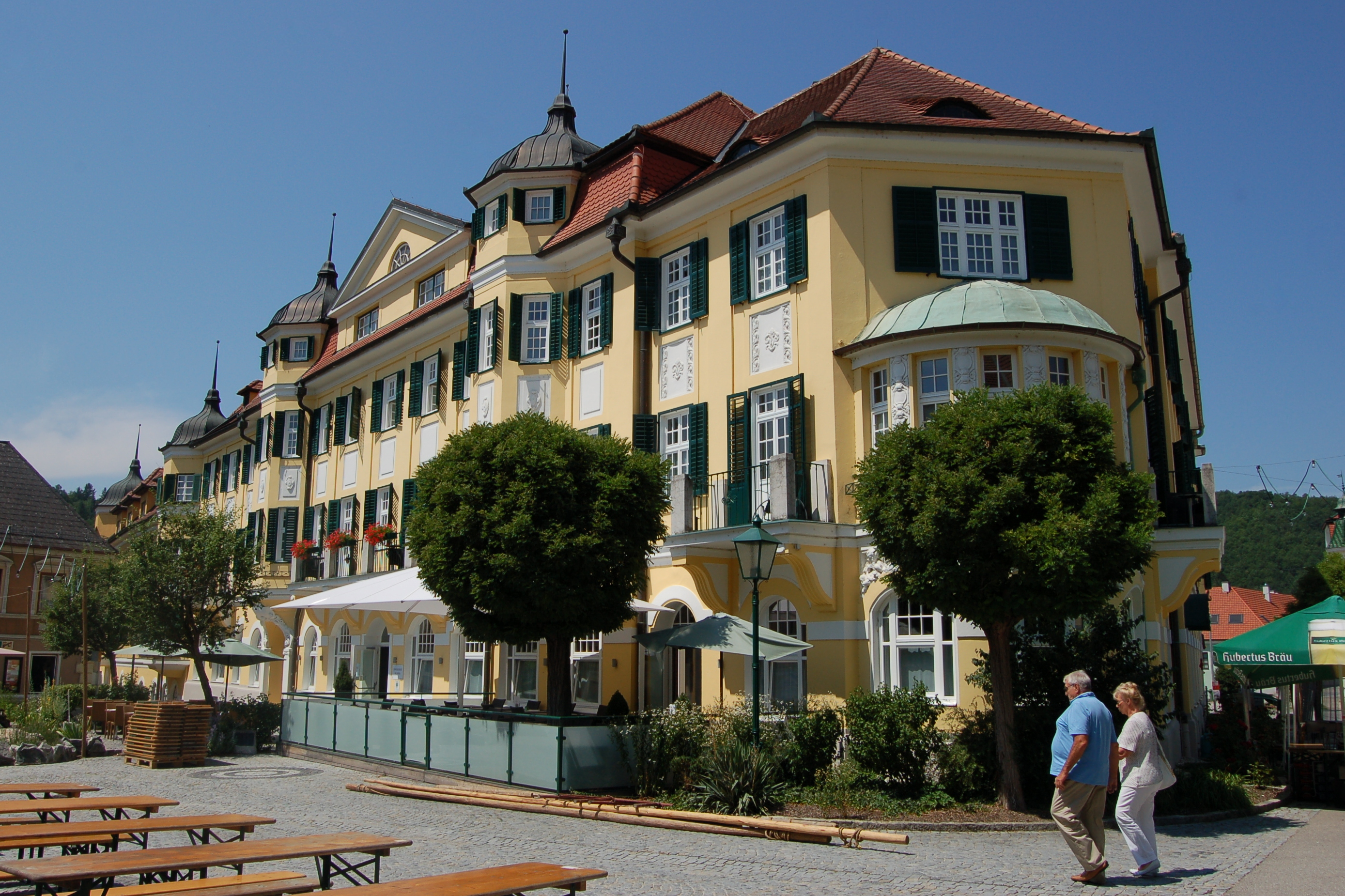
Centrum Garsu
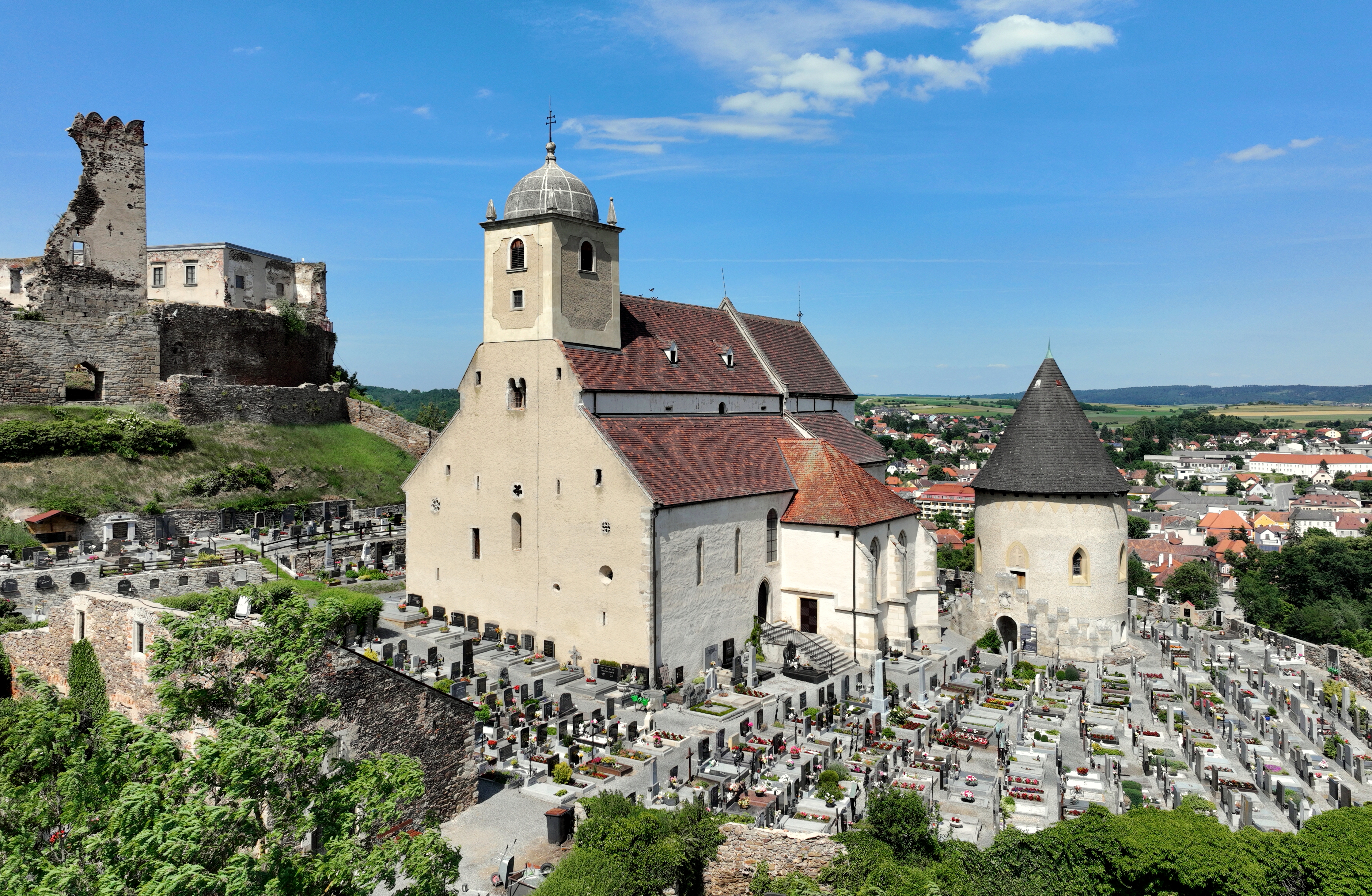
Kostel v Thunau am Kamp
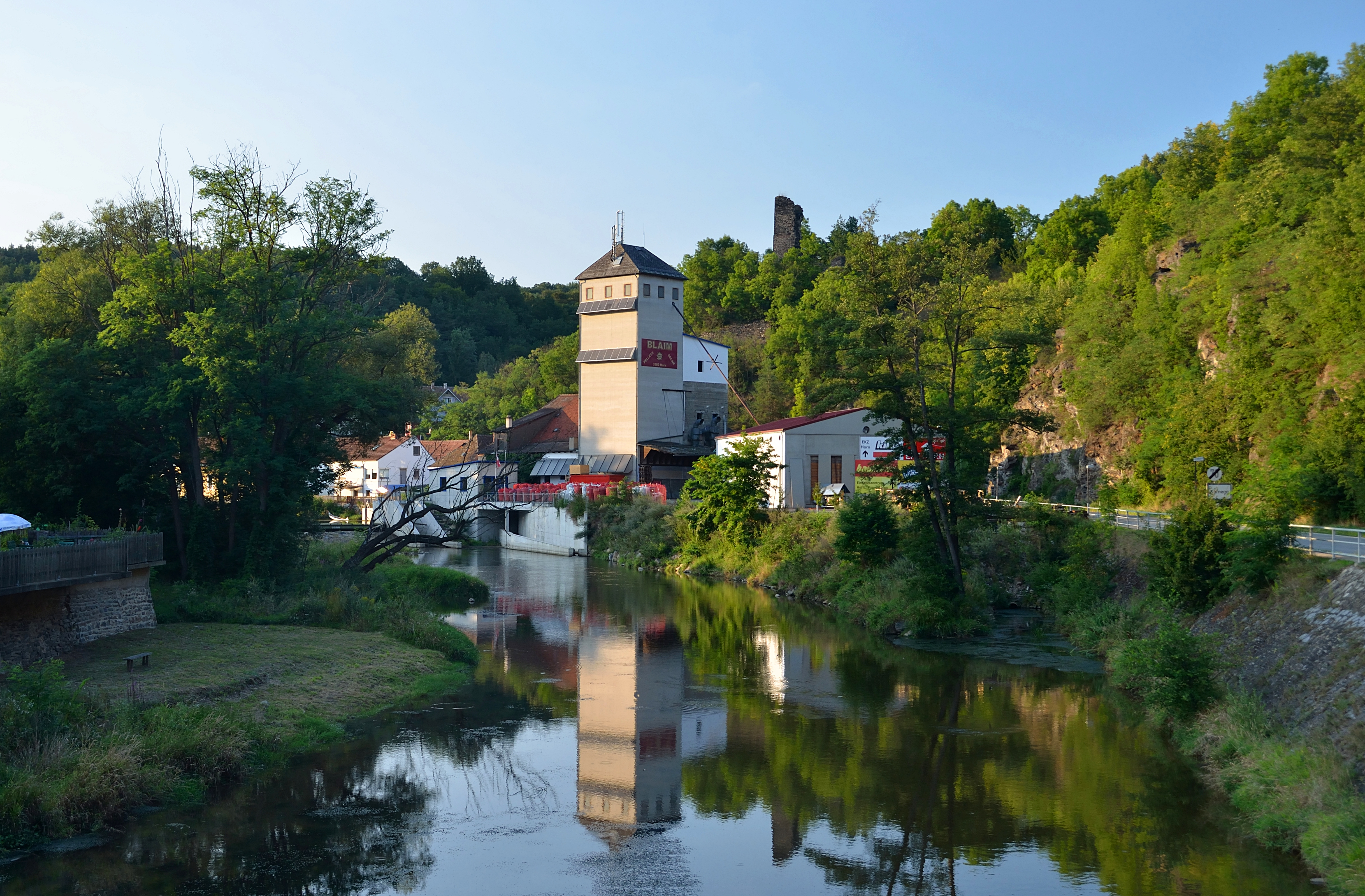
Kamegg, v pozadí ruiny bývalého hradu
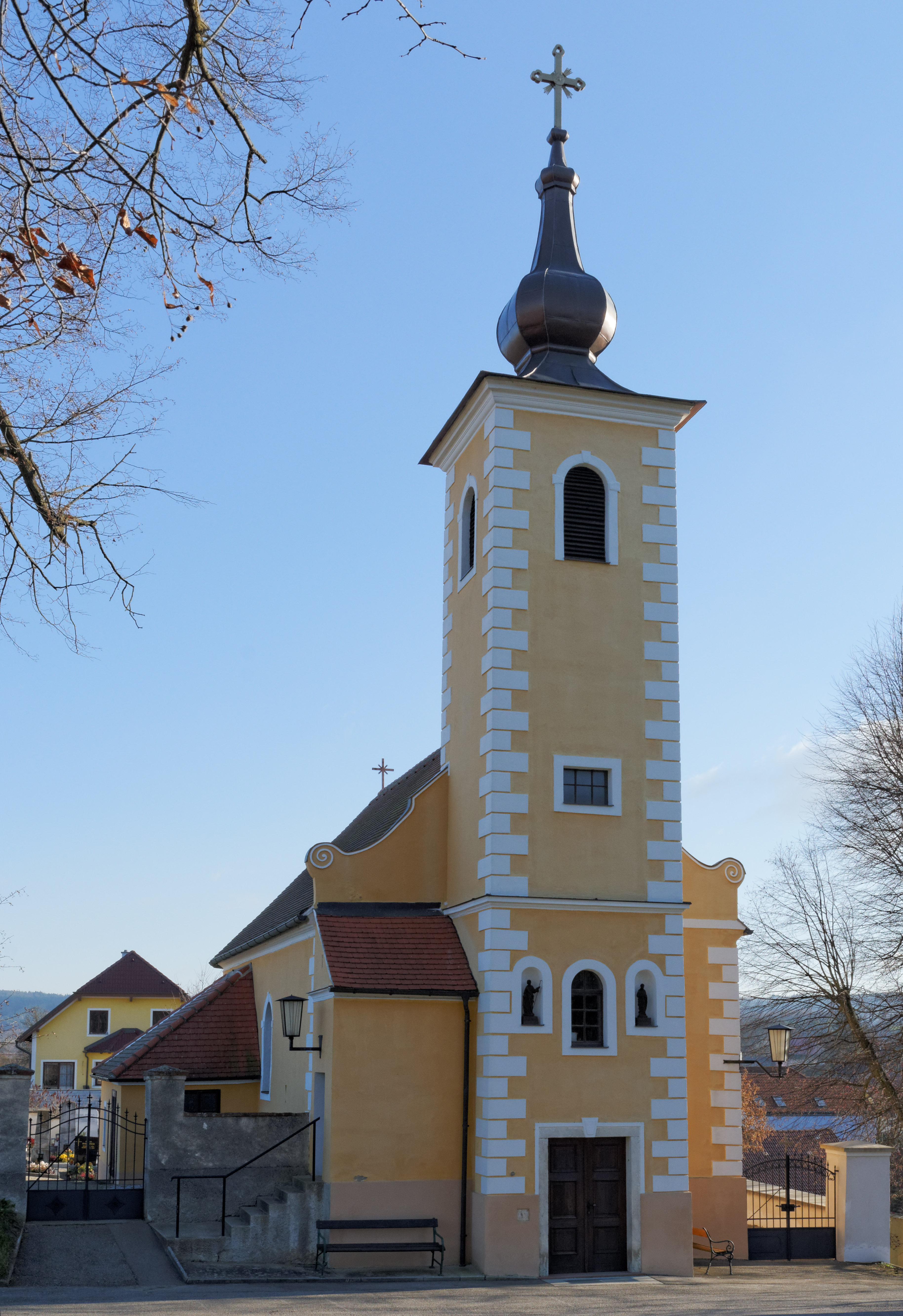
Kostel v Maiersch
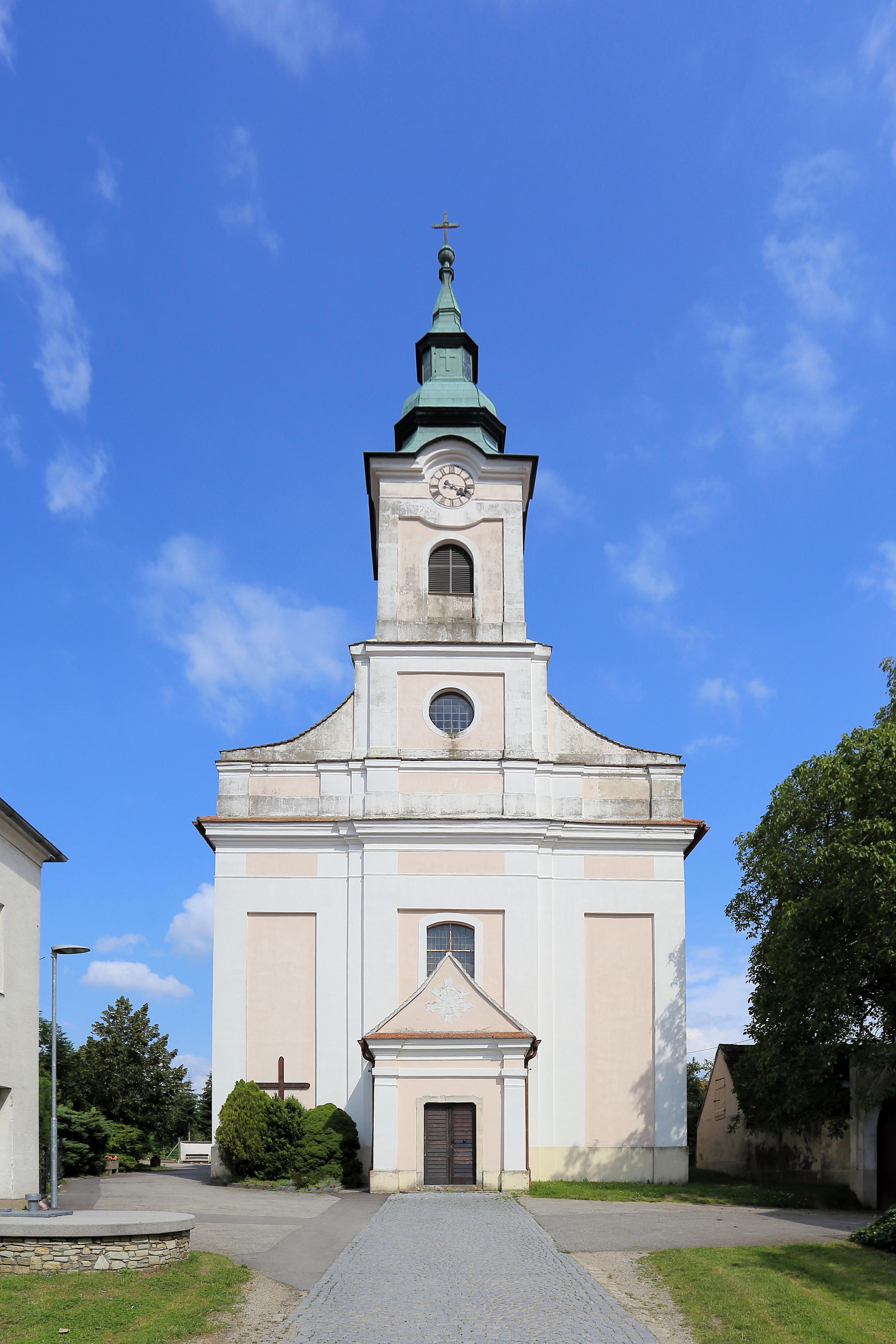
Farní kostel v Tautendorfu
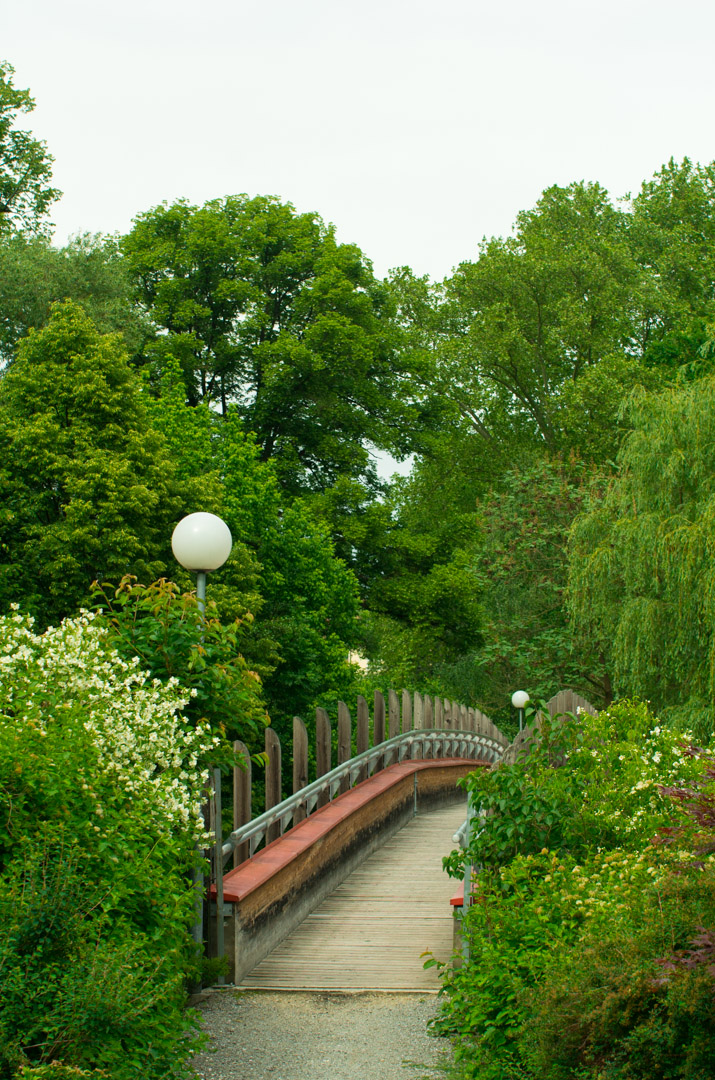
Park v Garsu